# Sansevieria ehrenbergii

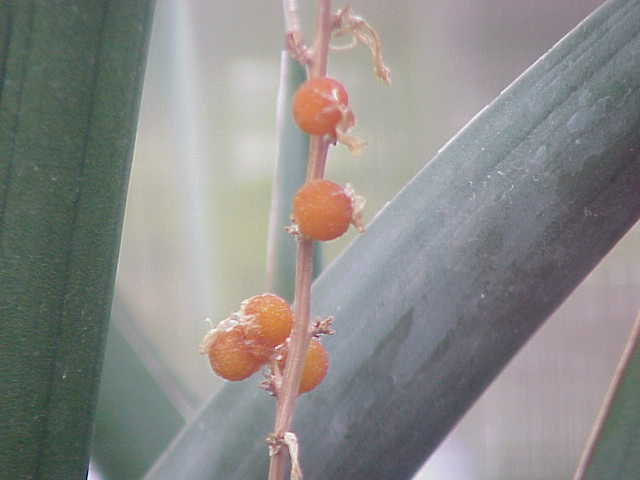
Sansevieria ehrenbergii typische Beere

Sansevieria ehrenbergii ist eine Pflanzenart aus der Gattung Sansevieria in der Familie der Spargelgewächse (Asparagaceae). Das Artepitheton ehrt den deutschen Biologen Christian Gottfried Ehrenberg, ordentlicher Professor an der Friedrich-Wilhelms-Universität in Berlin. In der Sprache der Massai in Kenia wird die Pflanze „Ol Tupai“ genannt, kommt häufig in der Olduvai-Schlucht vor und wurde so zur Namensgeberin der Schlucht.

## Beschreibung
Sansevieria ehrenbergii wächst stammlos oder stammbildend als ausdauernde, sukkulente Pflanze mit zirka 3 Zentimeter starken Rhizomen. Der Stamm ist aufrecht bis 25 Zentimeter hoch. Die fünf bis neun an einem Spross befindlichen sukkulenten Laubblätter sind zweizeilig gestellt, fächerartig angeordnet, aufrecht oder ausgebreitet und seitlich zusammengedrückt mit einer dreieckigen Rinne entlang der Oberseite versehen. Die einfache Blattspreite ist 76 bis 180 Zentimeter lang und 3 bis 4,5 Zentimeter breit. Sie ist dunkelgrün mit fünf bis zwölf schwärzlich grünen, flachen Längsrinnen. Oberhalb der Mitte geht sie plötzlich in eine 6,5 bis 20 Millimeter lange, sehr harte, dornige Spreitenspitze über. Der Spreitenrand ist rötlich braun mit weißer membranartiger Kante. Die Blattoberfläche ist leicht rau. Bei Sämlingen sind die Blätter kurz und anfangs nicht zweizeilig gestellt.
Die rispigen Blütenstände werden bis zu zwei Meter hoch. Die Rispen sind dicht mit vier bis sieben Blüten pro Büschel besetzt. Der Blütenstiel ist 2 bis 4 Millimeter lang. Die Blütenhüllblätter sind violett bis weiß. Sie haben eine 5 bis 6,5 Millimeter lange Blütenröhre.
Die Chromosomenzahl beträgt {\displaystyle 2n=40}.

## Verbreitung
Sansevieria ehrenbergii ist in Jemen, Dschibuti, Eritrea, Äthiopien, Kenia, Somalia, Sudan und Tansania weit verbreitet. Sie bevorzugt den Schatten von Dickichten oder kleinen Bäumen in 400 bis 1100 Metern Höhe. 

## Taxonomie
Die Erstbeschreibung von Sansevieria ehrenbergii erfolgte 1875 durch John Gilbert Baker.
Synonyme für Sansevieria ehrenbergii Schweinf. ex Baker sind Acyntha ehrenbergii (Schweinf. ex Baker) Kuntze (1891), Acyntha rorida (N.E.Br.) Chiov. (1916), Dracaena hanningtonii Baker (1898), Pleomele hanningtonii (Baker) N.E.Br. (1914), Sanseverinia rorida Lanza (1910) und Sansevieria rorida (Lanza) N.E.Br. (1915).

## Nachweise